# Mitch Norton
Mitchell Robert Norton, detto Mitch (Thuringowa, 1º aprile 1993), è un cestista australiano.

## Carriera
Con l'Australia ha disputato i Campionati asiatici del 2017.